# Arsacal
Arsacal (łac. Diocesis Arsacalitanus) – stolica historycznej diecezji we Cesarstwie rzymskim w prowincji Numidia zlikwidowana w VII w. podczas ekspansji islamskiej, współcześnie w północnej Algierii. Obecnie katolickie biskupstwo tytularne. 

## Biskupi tytularni
| Lp. | Biskup                 | Funkcja                                             | Od                   | Do               |
| --- | ---------------------- | --------------------------------------------------- | -------------------- | ---------------- |
| 1   | Vincent Martin Leonard | biskup pomocniczy Pittsburgha (USA)                 | 28 lutego 1964       | 1 czerwca 1969   |
| 2   | Orestes Marengo        | emerytowany biskup Tezpur (Indie)                   | 26 czerwca 1969      | 30 lipca 1998    |
| 3   | Sergio Gualberti       | biskup pomocniczy Santa Cruz de la Sierra (Boliwia) | 6 maja 1999          | 28 września 2011 |
| 4   | Jan Hendriks           | biskup pomocniczy Haarlem-Amsterdam (Holandia)      | 25 października 2011 | 22 grudnia 2018  |
| 5   | Joseph Coffey          | biskup pomocniczy ordynariatu polowego USA          | 22 stycznia 2019     |                  |